# Neubauer György
Neubauer György (Budapest, 1910. december 24. – Budapest, 1972. november 8.) orvos, szülész-nőgyógyász.

## Élete
Neubauer Móric (1884–1954) ékszerész és Weisz Irén (1889–?) gyermekeként született zsidó családban. Tanulmányait a Pázmány Péter Tudományegyetemen végezte, ahol 1934. november 24-én orvosi oklevelet nyert. 1934-től az Apponyi Albert Poliklinika nőgyógyászati osztályán dolgozott segédorvosként. 1942 és 1944 között Nagykállóban volt munkaszolgálatos alorvos. 1944-ben deportálták, a következő évben hazatért. A klinika asszisztense lett. 1947 és 1950 között a Fővárosi Anya- és Csecsemővédelmi Intézetben szülész szakorvos, 1948-tól egyetemi tanársegéd az I. sz. Női Klinikán, 1964-től adjunktus volt. 1967-től a Schöpf-Merei Kórház és Anyavédelmi Központ I. sz. Szülészeti és Nőgyógyászati Osztályán osztályvezető főorvos, majd igazgatóhelyettes volt. Főleg az Rh-összeférhetetlenség kérdésével foglalkozott. Mintegy ötven tudományos közleménye, több könyve, illetve könyvfejezete jelent meg. Tagja volt a Magyar Nőorvosok Lapja szerkesztőbizottságának.
A Farkasréti temetőben nyugszik.

### Családja
Felesége Postl Zsuzsanna műszaki rajzoló volt (1944-től). Két gyermeke született: Katalin (1946) és Péter (1949).

## Művei
- Köldökzsinórsérvelőesés szülés közben. (Magyar Nőorvosok Lapja, 1942, 4.)
- Adatok az egyidejű kétoldali méhenkívüli terhességhez. (Orvosképzés, 1943, 4.)
- Az Rh factor klinikai jelentőségéről. (Orvosok Lapja, 1947, 36.)
- Rh-szűrővizsgálatok terheseken. (Orvosi Hetilap, 1948, 39.; Orvosok Lapja, 1948, 52.)
- Az ovulatiós vizsgálatokról, különös tekintettel a basalis hőmérsékleti görbék értékére. (Magyar Nőorvosok Lapja, 1949, 6.)
- Rh ellenanyagtermelés emberen és patkányon. Backhausz Rikárddal. (Orvosi Hetilap, 1949, 15.)
- Adatok a magikterusz kórképéhez. Ivády Gyulával, Backhausz Rikárddal. (Orvosi Hetilap, 1951, 2.)
- A koraszülés vezetése. Gimes Rezsővel. (Orvosi Hetilap, 1951, 33.)
- A vértranszfuzió jelentősége a szülészet-nőgyógyászatban. (Orvosi Hetilap, 1952, 3.)
- Korszerű szülésvezetés az újszülött szempontjából. (Orvosi Hetilap, 1952, 6.)
- Psychoprophylacticus szülési fájdalomcsillapítás (módszertan). Klimes Károllyal, Bókay Jánossal. (Orvosi Hetilap, 1952, 14.)
- Újszülötteken végzett cseréléses vérátömlesztésekről. Backhausz Richárddal. (Orvosi Hetilap, 1952, 43.)
- Adatok az újszülöttkori haemolyticus betegség klinikumához. Backhausz Richárddal, Ivády Gyulával. (Orvosi Hetilap, 1953, 1.)
- Postoperativ thrombo-emboliás eseteink utóvizsgálata. Gimes Rezsővel, Szinnyai Miklóssal. (Magyar Nőorvosok Lapja, 1953, 9–10.)
- Az újszülöttkori hemolitikus betegség felismerésére szolgáló újabb szerológiai módszerekkel szerzett tapasztalataink. Backhausz Richárddal. (Orvosi Hetilap, 1956, 32.)
- A koraszülött. Surányi Gyulával, Margitay-Becht Dénessel, Budapest, 1957
- Amíg az ember megszületik… Budapest, 1960
- A méhnyak praeblastomatosisainak vizsgálata a kolposzkópia és cytodiagnosztika együttes alkalmazásával. Varjasi Ferenccel, Rechnitz Kurttal, Treit Sándorral. (Orvosi Hetilap, 1961, 10.)
- A szülészet és nőgyógyászat haladása. Fekete Sándorral, Budapest, 1962
- Az anya hüvelyi staphylococcus fertőzésének jelentősége az újszülött szempontjából. Gergely Imrével, Varga Józseffel, Cserenyei Edittel. (Orvosi Hetilap, 1964, 2.)
- Hyalinosis cutis et mucosae és dysgerminoma szövődése. Nékám Lajossal, Sugár Lászlóval és Tóth Ferenccel. (Orvosi Hetilap, 1966, 52.)
- Ritka kórképek (szerk. Braun Pál, Budapest, 1968)
- Witebsky-csoportanyag alkalmazása újszülöttkori vércserékben. Joó-Szabados Terézzel, Kovács Erzsébettel. (Gyermekgyógyászat, 1969, 3.)
- A placentographiáról. Hernády Tiborral, Falus Miklóssal. (Orvosi Hetilap, 1970, 21.)
- Ritka izoimmunizációk jelentősége az újszülöttkori haemolytikus betegség megelőzésében. Joó-Szabados Terézzel, Székessy Vilmával és Wohlmuth Gertrúddal. (Orvosi Hetilap, 1970, 36.)
- A korszerű terhesgondozás, anya- és újszülöttellátás immunhaematologiai vonatkozásai. Joó-Szabados Terézzel, Székessy Vilmával, Kovács Erzsébettel és Wohlmuth Gertrúddal. (Gyermekgyógyászat, 1971, 4.)